# 過海隧道巴士117R線
過海隧道巴士117R線是香港的一條特別巴士路線，由香港大球場單向開往旺角（弼街），祇於香港大球場舉行大型活動時提供服務。

## 歷史
- 1999年7月3日：投入服務

## 服務時間及班次
香港大球場開
- 袛於香港大球場舉行大型活動時提供服務，班次視乎客量需求而定，客滿即開

## 收費
全程：$16.0
- 過紅磡海底隧道後往旺角（弼街）：$8.8

## 行車路線
經：棉花路、東院道、銅鑼灣道、摩頓臺、天橋、告士打道、杜老誌道天橋、杜老誌道、鴻興道、紅磡海底隧道、康莊道、漆咸道南、梳士巴利道、彌敦道及荔枝角道。

### 沿線車站

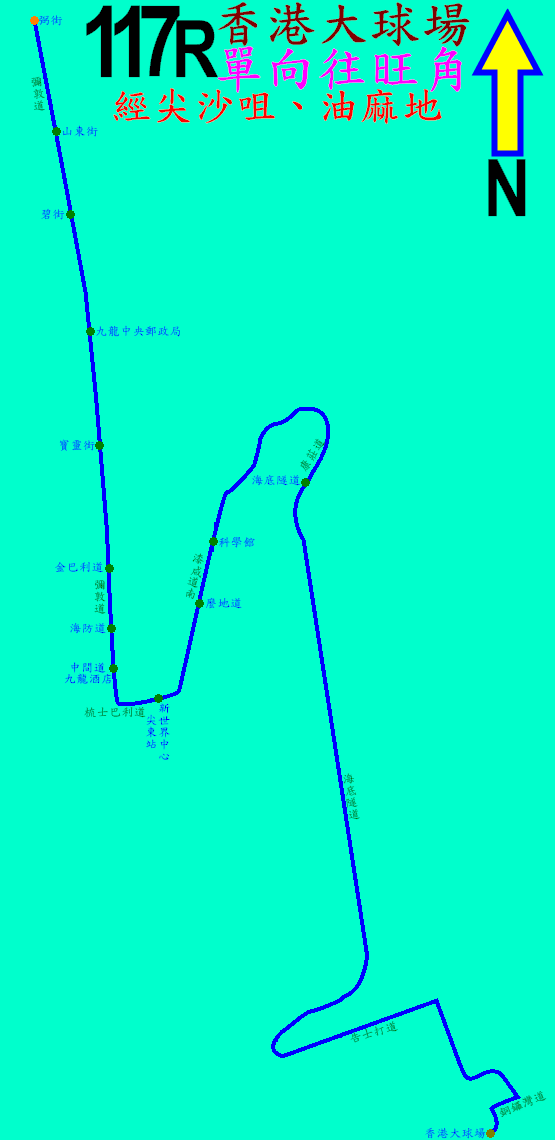
117R線的走線圖

| 1        | 香港大球場                | 銅鑼灣（棉花路）巴士總站 |
| 海底隧道 |                           |                          |
| 2        | 海底隧道收費廣場          | 康莊道                   |
| 3        | 香港科學館                | 漆咸道南                 |
| 4        | 麼地道                    | 漆咸道南                 |
| 5        | 尖東站                    | 梳士巴利道               |
| 6        | 中間道 （九龍酒店）（N3） | 彌敦道                   |
| 7        | 海防道（N5）              | 彌敦道                   |
| 8        | 金巴利道（N11）           | 彌敦道                   |
| 9        | 寶靈街 （佐敦站）（N20）  | 彌敦道                   |
| 10       | 九龍中央郵政局（N33）     | 彌敦道                   |
| 11       | 碧街（N49）               | 彌敦道                   |
| 12       | 山東街（N59）             | 彌敦道                   |
| 13       | 弼街（N73）               | 彌敦道                   |

## 外部連結
城巴
- 過海隧道巴士117R線 （页面存档备份，存于）

其他
- Cross Harbour Special Route 特別過海路線－117R （页面存档备份，存于）